# Accademia Carrara

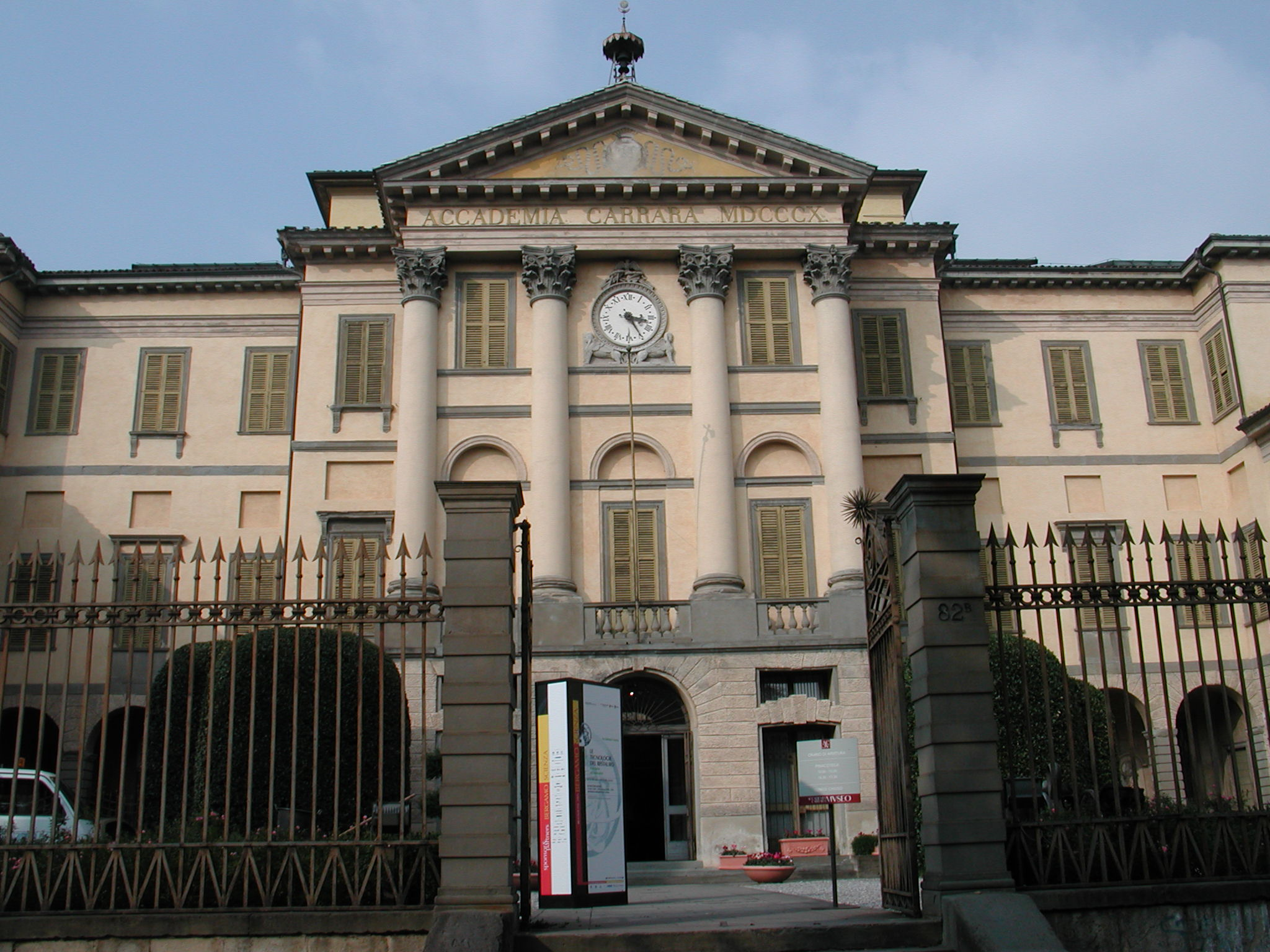
Accademia Carrara

Accademia Carrara is een museum in Bergamo in Italië.
Het museum ontstond in 1796, toen graaf Giacomo Carrara met het plan kwam een instituut op te richten dat onderwijs met ontspanning zou combineren. Zijn plan resulteerde in enerzijds een kunstgalerie met werken uit zijn eigen omvangrijke collectie. Anderzijds stichtte Carrara een kunstacademie waar leerlingen de modellen en schilderijen in de nabijgelegen galerie lering konden trekken uit voorbeelden uit het verleden. Dit is de reden waarom het museum nog immer academie als naam heeft.
In de loop der jaren is de collectie van het museum fors uitgebreid dankzij legaten van kunstminnende Italianen, waaronder Guglielmo Lochis (1866), Giovanni Morelli (1891) en Federico Zeri (1998).
Tot de collectie behoren onder andere werken van kunstschilders van de 15de tot de 19de eeuw. Er hangen voornamelijk doeken van Italiaanse schilders, zoals Bellini, Botticelli, Rafaël, Lotto en Hayez. 
In 1991 werd de Galleria d’Arte Moderna e Contemporanea (GAMEC) aan het museum toegevoegd met meer modernere kunst zoals van Boccioni, Balla, Giorgio Morandi, Massimo Campigli, Felice Casorati, Alberto Savinio, Giorgio De Chirico, Kandinsky, Sutherland, Arzuffi en Giacomo Manzù.